# 巴彦镇 (巴彦县)
巴彦镇是中国黑龙江省哈尔滨市巴彦县下辖的一个镇，位于巴彦县中南部。

## 行政区划
现辖：
中心社区、太平社区、太安社区、黎明社区、吉庆社区、元宝社区、复生社区、西郊社区、石桥社区、兴华社区、兴胜社区、兴让社区、德化社区、卫建社区、香云社区、向阳社区、兆麟社区、东塔社区、福民村、吉庆村、红星村、宗和村、前进村、天德村和金河村。